# Bo Petersson
Bo Ingvar Petersson (Kalmar, 10 luglio 1946) è un allenatore di calcio ed ex calciatore svedese.

## Carriera

### Giocatore

#### Club
Petersson giocò per il Råsunda IS, per poi passare allo Spårvägen. In seguito, fu in forza al Vasalund, per poi militare nelle file dell'AIK e dello Östersund.

### Allenatore
Petersson guidò l'AIK dal 1979 al 1980. Fu poi tecnico di Vasalund, Spårvägen e Tromsø. Successivamente, diventò allenatore di Djurgården, Brommapojkarna e Plavi Team. Dopo un'esperienza in Grecia, con il Kalamata, passò a Västerås ed Enköping. Guidò allora Assyriska e PAS Giannina, prima di andare al Vasalund/Essinge. Fu nuovamente il tecnico di Enköping (due volte) e Vasalund/Essinge.